# اکبر کمیجانی
اکبر کمیجانی (زاده ۱۳۳۰ کمیجان) اقتصاددان ایرانی و استاد تمام دانشگاه تهران است که مدت کوتاهی به‌عنوان رئیس بانک مرکزی جمهوری اسلامی ایران فعالیت می‌کرد.

## زندگی
وی در گذشته معاون اقتصادی بانک مرکزی در سال‌های ۱۳۷۷ تا ۱۳۸۶ و نیز قائم‌مقام بانک مرکزی از سال ۱۳۹۲ تا ۱۴۰۰ بوده است. کمیجانی در سال ۱۳۸۴ به دلیل تغییر در سیاست‌های پولی کشور،  نشان دانش درجه سه را از سید محمد خاتمی دریافت کرد و بر پایه اعلام معاون پژوهشی و فناوری پایگاه استنادی علوم جهان اسلام (ISC) در آذر ۱۳۹۵ به عنوان پژوهشگر برتر علوم انسانی ایران معرفی شد. کمیجانی از جمله اقتصاددانان و سیاست مدارانی است که پیرو علم اقتصاد بوده و علاقه‌ای به مصاحبه ندارد و بیشتر گفته‌ و نظرات خود را به صورت مقاله علمی به چاپ می‌رساند.
اکبر کمیجانی مدرک کارشناسی اقتصاد را از دانشگاه تهران گرفت و پس از آن با دریافت بورس تحصیلی به ایالات متحده آمریکا رفت. وی کارشناسی ارشد و دکترای خود را در رشته اقتصاد از در دانشگاه ویسکانسین در میلواکی گرفت و در سال ۱۳۶۳ به ایران بازگشت.

### کار دولتی
اکبر کمیجانی در سال ۱۳۶۹، سمت مشاور اقتصادی معاونت امور اقتصادی وزارت اقتصاد را عهده‌ دار شد. او در سال ۱۳۷۴ به عضویت در شورای بررسی‌های اقتصادی ریاست‌جمهوری رسید و از جمله مشاوران اقتصادی اکبر هاشمی رفسنجانی بود. وی بین سال‌های ۱۳۷۷ تا ۱۳۸۶ معاون اقتصادی بانک مرکزی بود و تغییراتی را در ماهیت سیاست‌گذاری‌‌های پولی بانک مرکزی ایجاد کرد. با آغاز ریاست‌جمهوری محمود احمدی‌نژاد، اختلاف بین آنها بر سر سیاست‌های پولی بالا گرفت و در نهایت بانک مرکزی را ترک کرد و به دانشگاه بازگشت. با ورود حسن روحانی به جایگاه ریاست‌جمهوری، ولی‌الله سیف به ریاست بانک مرکزی رسید و اکبر کمیجانی را در جایگاه قائم‌مقام رییس کل بانک مرکزی گماشت.

### ریاست بانک مرکزی
پس از برکناری عبدالناصر همتی از ریاست بانک مرکزی به علت نامزدی در انتخابات ریاست‌جمهوری ایران (۱۴۰۰)، در ۹ تیر ۱۴۰۰ اکبر کمیجانی به ریاست بانک مرکزی جمهوری اسلامی ایران منصوب شد.

## دیدگاه حرفه‌ای
اکبر کمیجانی مخالف کاهش دستوری نرخ سود بانکی است و سیاست‌های پولی و مالی را مکمل یکدیگر می‌داند.
او تعیین نرخ ارز را تابعی از شاخص‌های کلان اقتصادی و به ویژه تفاوت تورم در داخل و خارج از کشور می‌داند و می‌گوید بانک مرکزی با توجه به این عوامل، نرخی را که از سوی بازار بر پایه عرضه و تقاضا تعیین می‌شود و قابل دفاع باشد، باید به عنوان نرخ ارز پذیرفت. اکبر کمیجانی می‌گوید بانک مرکزی باید با اعمال سیاست‌های انضباط‌گرای پولی و مالی و همچنین اصلاح روابط خارجی، نرخ ارز را مدیریت کند. او وظیفه بانک مرکزی را نظارت بر بازار ارز و جلوگیری از تلاطم می‌داند. بر این اساس در بلندمدت با توجه به شرایط اقتصاد کلان و تورم باید نرخ مشخصی محاسبه شده و کرانه بالا و پایینی نیز برای آن در نظر گرفته شود و بانک مرکزی باید برای حفظ نرخ ارز در میان این کرانه بکوشد. این کار با به رسمیت شناختن بازار آزاد ارز، تشکیل بازار متشکل ارزی و قیمت‌گذاری مطابق با نرخ بازار آزاد به جای ارزپاشی و امید به کاهش نرخ ارز ممکن است. به باور کمیجانی پایین آوردن نرخ سود بانکی به کمتر از نرخ تورم باعث می‌شود منابع مالی به جای استفاده در فعالیت‌های واقعی، در فعالیت‌های سوداگرانه در انواع دارایی‌ها مصرف شوند.
اکبر کمیجانی عدم‌رعایت انضباط مالی دولت در بودجه سالانه و ایجاد کسری بودجه، تامین کسری بودجه با افزایش مستقیم و غیرمستقیم پایه پولی و رشد نقدینگی را از عوامل پایداری تورم در اقتصاد ایران دانسته و یکسان‌سازی در بازار ارز و تعدیل نرخ سود بانکی را در گرو کنترل نوسانات در نرخ تورم می‌داند.

## شاگردان
افرادی همچون علی طیب‌نیا، فرهاد دژپسند، فرهاد رهبر، الیاس نادران، محسن رضایی، غلامرضا تاجگردون، هادی حق‌شناس، یدالله دادگر، تیمور رحمانی، سید حسین میرجلیلی و بسیاری دیگر از شاگردان اکبر کمیجانی بوده‌اند.